# 东卡累利阿

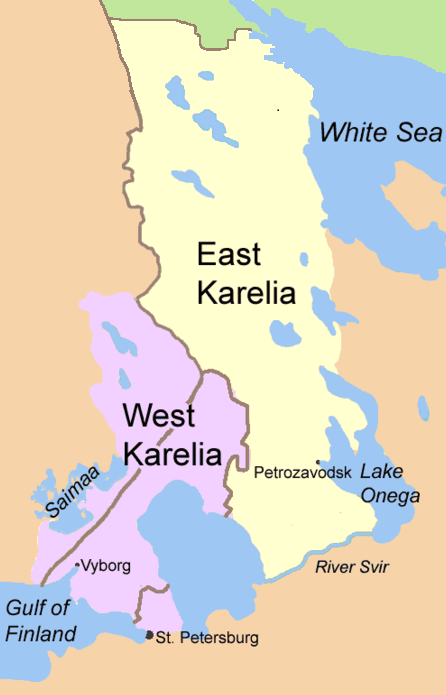
图中浅黄色部分为东卡累利阿，粉色为西卡累利阿

东卡累利阿的旗帜

东卡累利阿（芬蘭語：Itä-Karjala），又称俄罗斯卡累利阿，位于卡累利阿地区的东部。

## 历史
根据1617年沙皇俄国与瑞典王国之间签订的《斯托尔博沃和约》，瑞典将卡累利阿地区中的东正教信徒居住地区，包括白海卡累利阿和奥洛涅茨卡累利阿地区，割让给沙皇俄国。自此卡累利阿地区开始东西分治。西部被称为西卡累利阿，芬兰卡累利阿，或者瑞典卡累利阿。而东部的东卡累利阿的大部分成为现今俄罗斯的卡累利阿共和国。
19世纪，倾向于国家民族主义的芬兰人党主张东卡累利阿是“没有被斯堪的纳维亚人和斯拉夫人污染过的传统波罗的芬兰人的文化故乡。”这一时期，芬兰语言学家埃利亚斯·伦罗特在白海沿岸的白海卡累利阿一带收集了大量东卡累利阿地区居民的民间传说、神话故事和民谣，在此基础上创作完成了被誉为芬兰民族史诗的《卡勒瓦拉》。
1808年，芬兰被俄罗斯沙皇亚历山大一世占领，此后芬兰脱离瑞典，成为沙皇俄国的自治大公国，称为芬兰大公国。1918年，俄罗斯爆发的十月革命及对德布列斯特-立陶夫斯克条约签订后，芬兰宣布独立。在当时民族独立的气氛下，芬兰的民族主义者曾提出建立一个包括从东卡累利阿往北全部地区的“大芬兰主义”，并且这一提议曾得到大多数芬兰人的赞同。由于俄国尚处在俄国内战时期内，芬兰政府借局势混乱，曾试图实现这一计划。但由于俄国和英法各国注意到了这一动向并介入争端，芬兰最终放弃了尝试。
然而，大芬兰主义并没有因此而消失。在之后苏联和芬兰之间发生的继续战争中，这一主张再次成为芬兰人获取东卡累利阿的动力。由于有德国在背后进行大量的兵力支援及财政援助，芬兰军队越过冬季战争时被苏联侵占的领土，再次进入东卡累利阿，并占领了东卡累利阿的大部分地区。在继续战争中，当地的大量俄罗斯人被芬兰军队认定为敌方人员，关入劳改营中进行强制劳动，饱受折磨。在继续战争结束之后，大芬兰主义销声匿迹，逐渐淡出了人们的视线。
1918年，卡累利阿地区被分属芬兰和俄罗斯之后，布尔什维克迫于内战和内政形势，曾给与各个少数民族、包括东卡累利阿地区的波罗的芬兰人很大的文化特权，承认他们的独立文化和民族性。然而，布尔什维克统治巩固之后，这些特权被一笔抹消。当地的波罗的芬兰人受到了种种迫害，被迫放弃本身的文化，并被强制俄罗斯化。二戰德蘇戰爭時芬蘭作為納粹德國一方攻占了西及東卡累利阿，芬蘭政府將其芬蘭化，嘗試消除俄羅斯在卡累利阿的影響，蘇聯在1944年重新佔領。在苏联解体之后，东卡累利阿的波罗的芬兰文化又出现了复兴的趋势。